# هاتسوموده

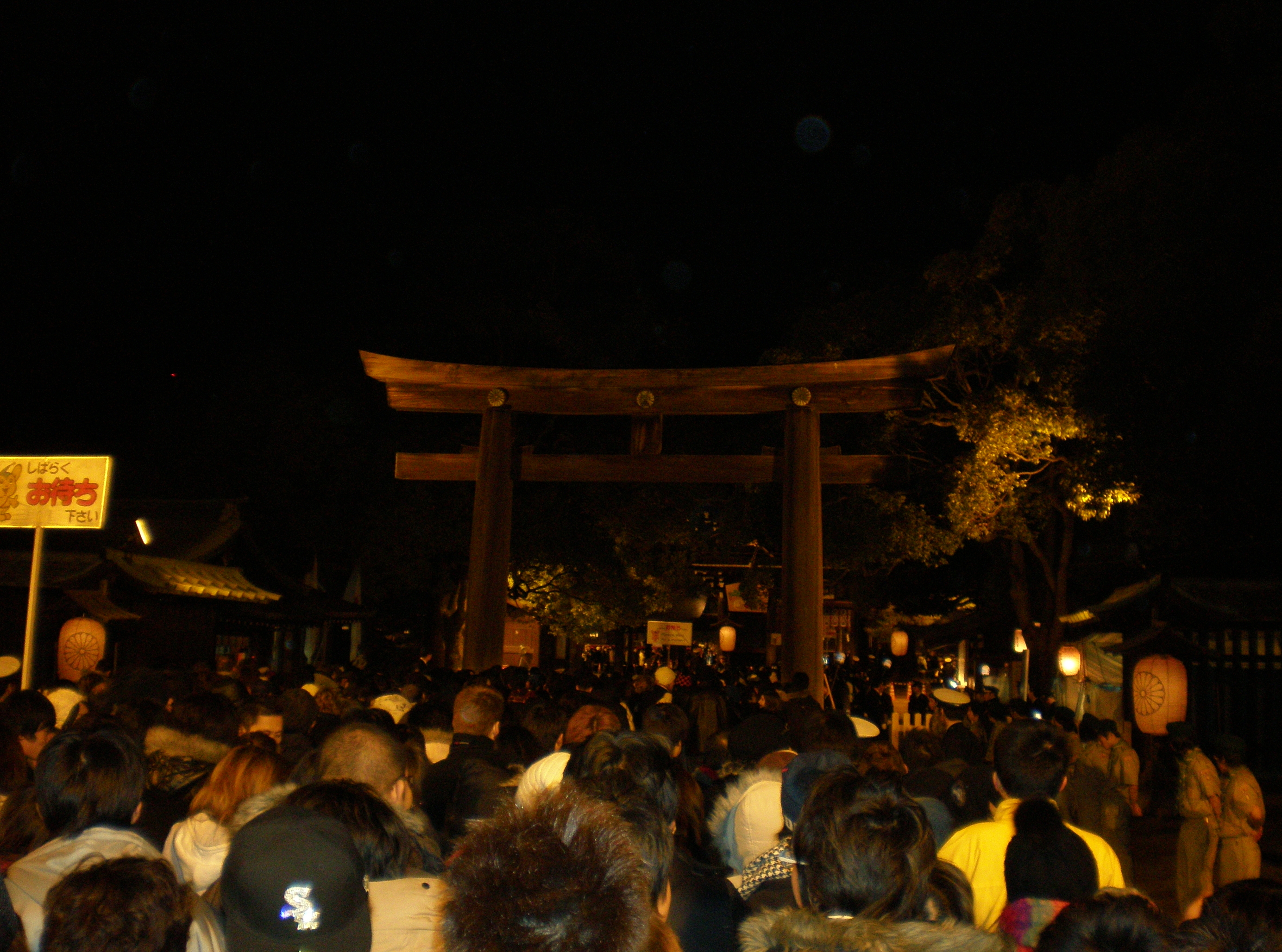
منظر لميجي جينغو أثناء تجمع الناس في هاتسوموده في ليلة رأس السنة.

هاتسوموده (باليابانية: 初詣) هي أول زيارة للجينجا في العام الجديد وتعتبر من أهم طقوس الاحتفال برأس السنة اليابانية. على الرغم من أن أصل الطقس يقتضي بزيارة جينجا للشنتو إلا أن البعض يقومون بزيارة معبد بوذي عوضا عن ذلك. تكون هذه الزيارة عادة في أول أيام السنة الجديدة، وحتى أن الكثيرين يذهبون إلى الجينجا قبل حلول رأس السنة لتكون هاتسوموده مباشرة بعد انقلاب العام الجديد، وقد تمتد على فترة الأسبوع الأول من العام الجديد حيث تكون الجينجا في أنحاء اليابان من أكثر الأماكن ازدحاما في تلك الفترة من العام. عادة ما تترافق زيارة الجينجا أثناء طقس هاتسوموده مع أماني بالسعادة للعام الجديد، وشراء ماموري (تميمة) وإعادة القديم منها إلى الجينجا لتحرق فيما بعد.
يعتبر ميجي جينغو أكثر الأماكن التي يتوجه إليها الناس في كل عام لتأدية هاتسوموده في حل عام حيث يصل العدد إلى بضع ملايين من الأفراد خلال الأسبوع الأول من كل عام.